# 在黑暗中說的鬼故事
《在黑暗中說的鬼故事》（英語：Scary Stories to Tell in the Dark）是一部由阿爾文·施瓦茨創作的兒童恐怖故事系列，最初由斯蒂芬·加梅爾插畫。加梅爾使用炭筆與墨水作畫，成功為故事的恐怖詭譎氣氛增色，深受粉絲好評，但也有家長批評該插畫過於恐怖，不符合年齡適合性。 
2011年，哈潑柯林斯發行由布雷特·赫爾奎斯特插畫的新版，引起粉絲的抗議，迫使出版商將其後的印刷品恢復為加梅爾的插畫版本。
該系列共有3本書，分別為《在黑暗中說的鬼故事》（1981），《更多在黑暗中說的鬼故事》(More Scary Stories to Tell in the Dark，1984）和《恐怖故事集3：深入骨髓的恐怖》（Scary Stories 3: More Tales to Chill Your Bones，1991）。其中收錄的短篇恐怖小說來自作者採集的民間故事與都市傳說。其中也包含改編自威廉·莎士比亞、T·S·艾略特、馬克·吐溫、喬爾·錢德勒·哈里斯、貝內特·瑟夫、和揚·哈羅德·布倫德等知名作家的作品。
截至2017年，該系列已售出700萬本。同名電影則於2019年8月9日發行。